# Le Luc (tổng)
Tổng là một tổng thuộc tỉnh Var trong vùng Provence-Alpes-Côte d'Azur.

## Địa lý
Tổng này được tổ chức xung quanh Luc trong quận Draguignan. Cao độ vùng này từ 29 m (Vidauban) đến 742 m (Les Mayons) với độ cao trung bình 116 m.

## Hành chính
| Giai đoạn | Ủy viên     | Đảng          | Tư cách                      |
| --------- | ----------- | ------------- | ---------------------------- |
| 2007      | Alain Fabre | Divers gauche | Thị trưởng Cannet-des-Maures |

## Các xã
Tổng Luc gồm 4 xã với dân số tổng cộng 18 621 người (điều tra dân số năm 1999, dân số không tính trùng).
| Xã                   | Dân số | Mã bưu chính | Mã insee |
| -------------------- | ------ | ------------ | -------- |
| Le Cannet-des-Maures | 3 908  | 83340        | 83031    |
| Le Luc               | 8 534  | 83340        | 83073    |
| Les Mayons           | 594    | 83340        | 83075    |
| Vidauban             | 9 311  | 83550        | 83148    |

## Thông tin nhân khẩu
| 1962                                                     | 1968  | 1975   | 1982   | 1990   | 1999   |
| -------------------------------------------------------- | ----- | ------ | ------ | ------ | ------ |
| 7 514                                                    | 8 711 | 10 529 | 12 474 | 15 965 | 18 621 |
| Nombre retenu à partir de 1962 : dân số không tính trùng |       |        |        |        |        |